# Minister für Umwelt und Klimawandel (Finnland)
Der Minister für Umwelt und Klimawandel ist ein Teil der finnischen Regierung.
Die Republik Finnland kennt seit 1983 das Amt eines Umweltministers. 

## Liste der Minister
Das Amt des Umweltministers in Finnland nahmen wahr:
| Name              | Partei                               | Amtszeit                           | Kabinett                        |
| ----------------- | ------------------------------------ | ---------------------------------- | ------------------------------- |
| Matti Ahde        | Sozialdemokratische Partei Finnlands | Oktober 1983 – April 1987          | Kabinett Sorsa IV               |
| Kaj Bärlund       | Sozialdemokratische Partei Finnlands | April 1987 – April 1991            | Kabinett Holkeri                |
| Sirpa Pietikäinen | Nationale Sammlungspartei            | April 1991 – April 1995            | Kabinett Aho                    |
| Pekka Haavisto    | Grüner Bund                          | April 1995 – April 1999            | Kabinett Lipponen I             |
| Satu Hassi        | Grüner Bund                          | April 1999 – Mai 2002              | Kabinett Lipponen II            |
| Jouni Backman     | Sozialdemokratische Partei Finnlands | Mai 2002 – April 2003              | Kabinett Lipponen II            |
| Jan-Erik Enestam  | Schwedische Volkspartei              | April 2003 – Juni 2003             | Kabinett Jäätteenmäki           |
| Jan-Erik Enestam  | Schwedische Volkspartei              | Juni 2003 – Dezember 2006          | Kabinett Vanhanen I             |
| Stefan Wallin     | Schwedische Volkspartei              | Dezember 2007 – April 2007         | Kabinett Vanhanen I             |
| Paula Lehtomäki   | Finnische Zentrumspartei             | April 2007 – September 2007        | Kabinett Vanhanen II            |
| Kimmo Tiilikainen | Finnische Zentrumspartei             | September 2007 – April 2008        | Kabinett Vanhanen II            |
| Paula Lehtomäki   | Finnische Zentrumspartei             | April 2008 – Juni 2010             | Kabinett Vanhanen II            |
| Paula Lehtomäki   | Finnische Zentrumspartei             | 22. Juni 2010 – 22. Juni 2011      | Kabinett Kiviniemi              |
| Ville Niinistö    | Grüner Bund                          | 22. Juni 2011 – 24. Juni 2014      | Kabinett Katainen               |
| Ville Niinistö    | Grüner Bund                          | 24. Juni 2014 – 26. September 2014 | Kabinett Stubb                  |
| Sirpa Paatero     | Nationale Sammlungspartei            | 26. September 2014 – 29. Mai 2015  | Kabinett Stubb                  |
| Kimmo Tiilikainen | Finnische Zentrumspartei             | 29. Mai 2015 – 6. Juni 2019        | Kabinett Sipilä                 |
| Krista Mikkonen   | Grüner Bund                          | 6. Juni 2019 – 21. November 2021   | Kabinett Rinne & Kabinett Marin |
| Emma Kari         | Grüner Bund                          | 21. November 2021 – 7. Juni 2022   | Kabinett Marin                  |
| Maria Ohisalo     | Grüner Bund                          | 7. Juni 2022 – 20. Juni 2023       | Kabinett Marin                  |
| Kai Mykkänen      | Nationale Sammlungspartei            | 20. Juni 2023 – 24. Januar 2025    | Kabinett Orpo                   |
| Sari Multala      | Nationale Sammlungspartei            | 24. Januar 2025 – amtierend        | Kabinett Orpo                   |